# (59830) Рейнек
(59830) Рейнек (лат. Reynek) — это типичный астероид главного пояса, который был открыт 10 сентября 1999 года чешскими астрономами Яной Тиха и Милошем Тихи в обсерватории Клеть и назван в честь чешского художника и поэта Богуслава Рейнека.

Орбита астероида Рейнек и его положение в Солнечной системе